# Laiterie de Saint-Denis-de-l'Hôtel
 (janvier 2021).
La société Laiterie de Saint-Denis-de-l'Hôtel est une entreprise française du secteur agroalimentaire.
Le groupe LSDH, structuré autour de la Financère SDH est spécialisé dans le conditionnement de liquides alimentaires (laits, crèmes, jus de fruits, boissons rafraîchissantes sans alcool, soupes, boissons fonctionnelles, etc.) et dans la production et le conditionnement de produits de la quatrième gamme (salades et crudités prêtes à l'emploi).

## Géographie
Le siège social est implanté au lieu-dit des Grandes Beaugines, à proximité de la route départementale 921, au 10 de la route de l'aérodrome, dans la zone industrielle de Saint-Denis-de-l'Hôtel, l'aire urbaine d'Orléans et la région naturelle du Val de Loire. Il bénéficie de la proximité de la tangentielle d'Orléans (route nationale 60) et de l'aéroport d'Orléans - Saint-Denis-de-l'Hôtel.
Le groupe est implanté sur huit sites, tous situés en France.
Pour les activités de conditionnement de liquides alimentaires :
- La Laiterie de Saint-Denis-de-l’Hôtel à Saint-Denis-de-l’Hôtel dans le Loiret,
- la laiterie de Varennes est située à Val-Fouzon dans l'Indre,
- l'usine des Jus de fruits d'Alsace à Sarre-Union dans le Bas-Rhin[4],
- L'Abeille à Cholet en Maine-et-Loire[5]

Pour les activités de production et de conditionnement de salades et de crudités :
- le site Les Crudettes à Châteauneuf-sur-Loire dans le Loiret
- le site Les Crudettes de Cabannes dans les Bouches-du-Rhône[6],[7].
- Le site de C'zon à Saint-Laurent-Blangy près d'Arras
- Le site de Corbeille Tradition à Bezons

| Saint-Denis-de-l'Hôtel Varennes-sur-Fouzon Sarre-Union Cholet Châteauneuf-sur-Loire Cabannes |

## Historique

### Origines
L'entreprise est fondée à Saint-Denis-de-l'Hôtel par des agriculteurs de la région en 1909. Il s'agit à l'origine d'une laiterie située dans le centre de la commune.
En 1947, Roger Vasseneix reprend la laiterie.
En 1968, l'usine se lance dans l'élaboration de lait stérilisé en bouteille plastique puis adopte le procédé de l'entreprise suédoise Tetra Pak en 1977.
En 1980, la laiterie de Varennes est intégrée au groupe.
En 1984, l'entreprise se diversifie dans les liquides alimentaires.
Le groupe laitier français Celia est propriétaire de l'entreprise pendant 25 ans environ en détenant jusqu'à 93 % du capital.

### Développement
En 1993, l'usine quitte le centre-ville pour s'installer sur son nouveau site de la zone industrielle de Saint-Denis-de-l'Hôtel. En 1997, deux lignes de conditionnement réfrigérées Tetra Rex sont mises en place sur le site de Saint-Denis-de-l'Hôtel. En 2006, deux lignes de conditionnement en bouteilles plastique sont construites sur le site de Saint-Denis-de-l'Hôtel pour un coût de 20 millions d'euros.
En décembre 2007, LSDH redevient indépendante à 100 %.
En 2008, le site de Varennes sur Fouzon est modernisé pour accueillir de nouvelles lignes de conditionnement. En avril, LSDH prend le contrôle des « Vergers d'Alsace », une unité de production de jus de fruits pour les marques de distributeurs située à Rimsdorf (Bas-Rhin), appartenant à Eckes Granini France.
En septembre 2009, LSDH démarre un partenariat stratégique avec L'Abeille, spécialisée dans le développement et le conditionnement de boissons rafraîchissantes sans alcool (BRSA) en associant ses cadres dirigeants.
En 2010, LSDH acquiert une participation de 5% dans la société valencienne Zumos Valencianos del Mediterraneo, productrice de jus d’oranges et de clémentines en Espagne.
En 2013, LSDH rachète au groupe français Pomona l'entreprise Les Crudettes employant 520 personnes en 2012,.
En 2016, LSDH s'engage avec l'initiative « C'est qui le Patron?! » et le groupe de grande distribution Carrefour pour la création d'un « lait équitable ».
En 2017 est inauguré sur le site de Saint-Denis-de-l'Hôtel un showroom de 400 m² destiné aux clients de la laiterie et aux groupes scolaires.
En 2019, Pierre-René Tchoukriel est nommé directeur général de la branche de l'entreprise spécialisée dans les activités de conditionnement de liquides alimentaires.
En 2020, le groupe LSDH rachète la société de fraîche découpe « Corbeille Tradition ».
Un premier mouvement de grève dans l'entreprise est déclenché au mois de mai 2023 pour réclamer une hausse des salaires et une amélioration des conditions de travail sur fond de désaccord syndical.
En 2023, le chantier de la nouvelle usine de l'Abeille à Cholet s'achève.
En 2024, le groupe LSDH acquiert l'activité salades en sachet du groupe Bonduelle,.

## Activités
Le groupe est spécialisé dans le conditionnement de liquides aseptiques et réfrigérés, dans l'emballage de crudités et dans la production de boissons rafraîchissantes.

## Identité visuelle

Ancien logo du groupe
Logo depuis 2019